# Goldfish Boats
Goldfish Boat AS är en norsk tillverkare av båtar i glasfiberarmerad plast, med tillverkning och säte i Son i Akershus fylke.
Goldfish Boat AS startades 1991 av bröderna Pål (född 1965) och Henrik Sollie med tillverkning av snabbgående sportbåtar i glasfiberarmerad plast. De första båtarna var 4,9 meter och 9 meter långa centerkonsolbåtar. År 1999 lanserades en 9,8 meter lång "sport cruiser" och 2001 en första RIB-båt. 
Numera tillverkas främst snabbgående båtar med kraftfulla motorer och RiB-båtar i storleksklasser mellan 6,7 och 11 meters längd. Båtarna görs i sandwichkomposit på divinycellkärnor.
Goldfish har tillverkat ett antal patrullbåtar till Sjøforsvarets marinjägare och till den norska polisen, bland annat äntringsbåtar för Beredskapstroppen i Oslo.